# Antonio Castillo, Mexiko
Antonio Castillo är en ort i Mexiko.   Den ligger i kommunen Durango och delstaten Durango, i den centrala delen av landet, 800 km nordväst om huvudstaden Mexico City. Antonio Castillo ligger 1 870 meter över havet och antalet invånare är 137.
Terrängen runt Antonio Castillo är en högslätt, och sluttar österut. Runt Antonio Castillo är det ganska tätbefolkat, med 60 invånare per kvadratkilometer. Närmaste större samhälle är Victoria de Durango, 10,0 km väster om Antonio Castillo. Trakten runt Antonio Castillo består till största delen av jordbruksmark.